# Arnulfo III de Flandes

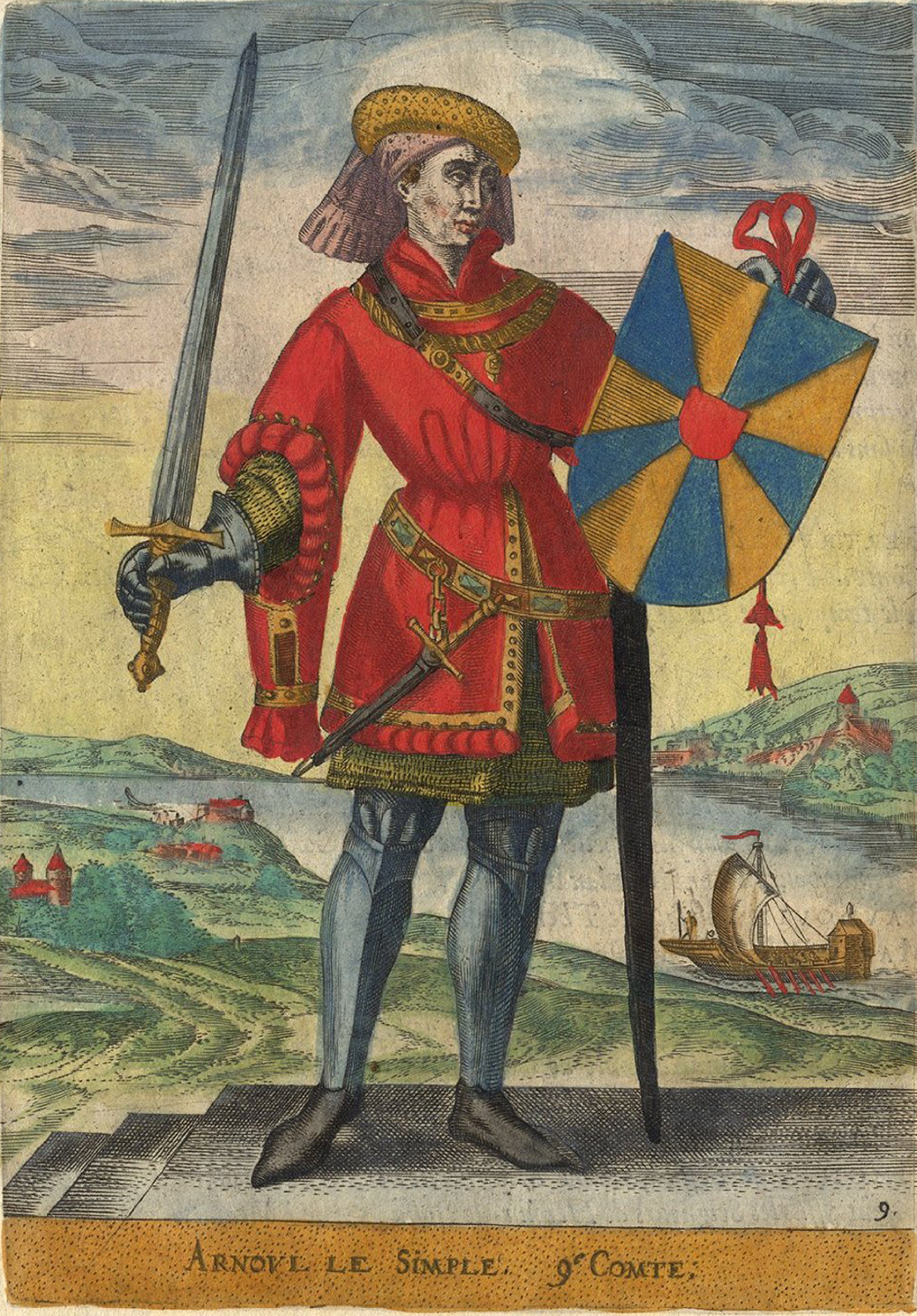
Arnulfo III de Flandes

Arnulfo III el Desafortunado (c. 1055-22 de febrero de 1071, en la batalla de Cassel) fue conde de Flandes y conde de Henao, como Arnulfo I, desde 1070 hasta su muerte.
Fue el hijo mayor de Balduino VI, conde de Flandes, y Richilda, condesa de Mons y Henao.

## Historia de la familia
Sucedió a su padre en ambos condados, pero como era menor de edad, la regencia la ejerció su madre Richilda hasta su mayoría.
Su tío Roberto había prometido proteger a su sobrino, pero pronto rompió su promesa y le disputó la sucesión.
Richilda apeló al rey Felipe I de Francia, quien convocó a Roberto a su presencia., pero éste rehusó obedecer y continuó su agresión contra Richilda y Arnulfo, hasta que Felipe llevó un ejército a Flandes. El ejército francés estaba reforzado por tropas normandas y por las de Eustaquio II de Boulogne.
Las dos fuerzas de enfrentaron en la batalla de Cassel el 22 de febrero de 1071, resultando victoriosas las tropas de Roberto. Tanto Roberto como Richilda fueron capturados, y tras intercambiarlos, la batalla continuó hasta su conclusión. Entre los caídos se encontraba Arnulfo III, muerto por Gerbod el Flamenco. Como resultado de la batalla, Roberto reclamó el condado de Flandes, que se separó de nuevo del de Henao. La condesa Richilda y su hijo Balduino volvieron a Henao, pero continuaron instigando hostilidades contra Roberto.